# جان باتيست مورو
جان باتيست مورو (بالفرنسية: Jean-Baptiste Moreau)‏ هو ملحن فرنسي، ولد في 1656 في شارنت في فرنسا، وتوفي في 24 أغسطس 1733 في باريس في فرنسا.

## وصلات خارجية
- جان باتيست مورو على موقع ميوزك برينز (الإنجليزية)
- جان باتيست مورو على موقع ديسكوغز (الإنجليزية)